# 圣马丁德库
圣马丹德库（法語：Saint-Martin-de-Coux，法語發音：[sɛ̃ maʁtɛ̃ də ku]）是法国滨海夏朗德省的一个市镇，属于容扎克区。

## 地理
圣马丹德库（45°8'43"N, 0°6'33"W）面积15.71 平方千米，位于法国新阿基坦大区滨海夏朗德省，该省份为法国西部滨海省份，北起旺代省，西临大西洋，南至吉倫特省，东南接多爾多涅省，东北接德塞夫勒省接壤，东临夏朗德省。
与圣马丹德库接壤的市镇（或旧市镇、城区）包括：拉巴尔德、拉克洛特、勒富尤、圣艾居兰、圣皮埃尔迪帕莱、沙马代勒。
圣马丹德库的时区为UTC+01:00、UTC+02:00（夏令时）。

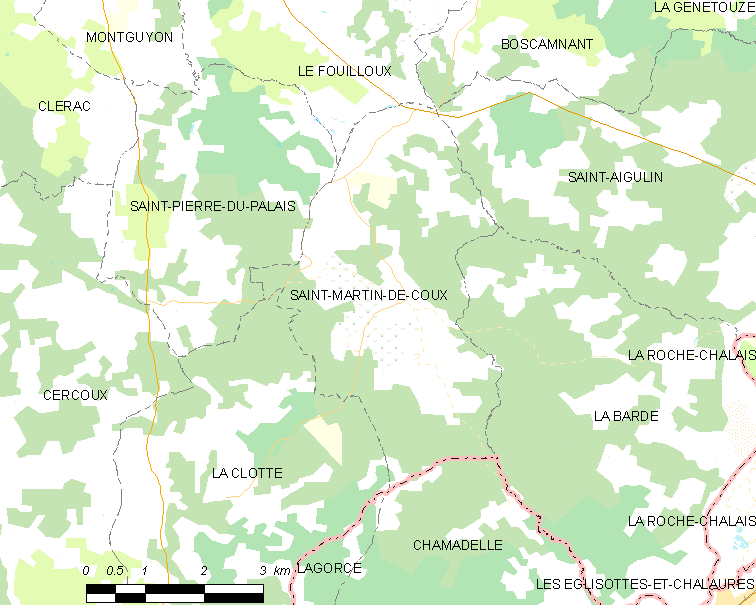
圣马丹德库的OSM定位图

## 行政
圣马丹德库的邮政编码为17360，INSEE市镇编码为17366。

## 政治
圣马丹德库所属的省级选区为三山县。

## 人口

1962-2008年间圣马丹德库人口变化图示

圣马丹德库于2022年1月1日时的人口数量为459人。